# Bangana behri
Bangana behri, in Kambodscha Trey Pava Mook Pee (ត្រីប៉ាវ៉ាមុខពីរ), in Laos Pa Va Ho Kham oder Pa Wa Nah Nuk und in Thailand Pla Na Nor ปลาหน้านอ oder ปลางา bezeichnet,  ist ein mittelgroßer Karpfenfisch aus Südostasien.

## Beschreibung
Bangana behri zeichnet sich durch seinen kräftigen gedrungenen Körper und seinen hornartigen Höckler auf der Kopfpartie aus. Auffallend ist auch sein starker Laichausschlag an der Kopfpartie. Die Fische sind grauschwarz gefärbt. Bangana behri besitzt folgende Flossenformel: Dorsale 12–13, Anale 12–13. Die Fische werden normalerweise bis 60 Zentimeter lang.

## Verbreitung und Lebensraum
Bangana behri lebt in Flüssen Kambodschas, Laos, Thailands und Vietnams, überwiegend in Staubecken des oberen Mekongs. Dort hält er sich während der Trockenzeit bevorzugt in den felsigen Hauptstrom des Flusses auf und wandert während des Hochwassers in die Nebenflüsse ein.   
Ideale Standorte sind Stromschnellen aber auch langsamfließende, tiefe Staubereiche. In stehenden Gewässern wie Teichen kommt er normalerweise nicht vor.

## Lebensweise
Bangana behri ist herbivor von Algen, Phytoplankton und Periphyton. 
Sein Wanderverhalten wurde gut untersucht. Zu Beginn der Regenzeit im Mai bis Juni wandert Bangana behri bei den  Khone Fällen ungefähr auf der Höhe der kambodschanischen Ortschaften Stung Treng, Sambor und Kratie flussaufwärts bis nach  Chiang Khong im nördlichen Thailand. Ausgelöst wird das Wanderverhalten durch den Anstieg des Wasserpegels und die Eintrübung des Wassers von klar bis rot-braun durch eingeschwemmte Sedimente.
Auf seinen Wanderungen flussaufwärts wird der Jungle Labeo häufig von anderen Fischarten wie Labeo cf. pierrei, Cirrhinus microlepis, Labeo chrysophekadion, Cyclocheilichthys enoplus und Yasuhikotakia modesta begleitet.
Insgesamt zeigt die Fischart zwei unterschiedliche Wanderzüge: eine Wanderung der Jungfische während der Trockenzeit und zu Beginn der Regenzeit eine Laichwanderung der geschlechtsreifen, adulten Tiere.

## Nutzung
Bangana behri ist ein Speisefisch, welcher frisch vermarktet wird.